# Воскобійник Олексій
Воскобійник Олексій (*13 березня 1922, Миргород, Полтавщина - 27 травня 2019, США [Архівовано 31 травня 2019 у Wayback Machine.]) — бізнесмен (будівельна галузь), меценат (Стейт-Коледж, США)

## Біографія
Навчався у Харківському та Мюнхенському технологічних інститутах.
У вимушеній еміграції з кінця II-ї Світової війни.
Американський полтавчанин став першим в США власником приватної телевізійної ретрансляційної корпорації «Гордий орел», яка започаткувала якісний прийом телепередач не лише в місті Стейт-Коледж, але й на значній території Пенсільванії. Американські телеглядачі цього регіону США знайомляться й з новинами та життям далекої України.
Як патріот Америки й України бізнесмен О. Воскобійник вслід за Євгеном Чикаленком та Іваном Мазепою став щедрим благодійником: надав фінансову підтримку розвитку україністику Гарвардському університеті, спонсорує Пенсильванський університет, де 1988 року відкрито Український студійний центр (пожертва 100 тисяч доларів). Родина бізнесмена через Пенсильванський університет виділяє півтора мільйона американських доларів на навчання в США українських студентів.
Реалізовуючи масштабні благодійницькі проекти, видатні бізнесмени та меценати Воскобійники здійснюють важливу для майбутнього України справу: сприяють присутності й розвитку українського інтелекту у світі.
Закономірно, що імена Воскобійників на стіні сучасної лікарні в Майнтен Вю Госпітал та української православної церкви в Купер-Сіті у Флориді.
В Україні меценати-патріоти впроваджують у Національному аграрному університеті, почесним професором якого є О. Воскобійник, найсучасніші сільськогосподарські проекти та програми.
В США та Канаді існує почесна відзнака, символ суспільного визнання — звання Будівничий США чи Канади. Олексій Воскобійник належить до цієї шанованої когорти. Уряд штату Пенсильванія нагородив Алекса Воскоба почесним дипломом «Найкращий універсальний будівничий», а журнал «Волл-стріт» 1998 року визначив «Найкращим бізнесменом року в США».